# 夏寶 (嘉靖進士)
夏寶（1499年—？），字楚善，號为斋，湖廣長沙府益陽縣人，馬船籍，明朝政治人物。

## 生平
嘉靖七年（1528年）戊子科湖廣鄉試第二十八名舉人。嘉靖八年（1529年）中式己丑科會試第一百八十五名，登第二甲第六名進士。初任户部云南司主事，官至福建布政司参议。

## 家族
曾祖夏孟昭；祖父夏恭；父夏萬齡，曾任義官。母蕭氏。具庆下。兄夏金；弟夏璧、夏玉。